# Clytoscopa iorrhoda
Clytoscopa iorrhoda är en fjärilsart som beskrevs av Turner 1931. Clytoscopa iorrhoda ingår i släktet Clytoscopa och familjen nattflyn. Inga underarter finns listade i Catalogue of Life.